# Parablennius lodosus
Parablennius lodosus — вид риб з родини Собачкові (Blenniidae), що поширений в західній частині Індійського океану виключно в затоці Мапуто, Мозамбік. Морська демерсальна субтропічна риба, сягає максимальної довжини 4 см.